# بری (مینه‌سوتا)
بری، مینه‌سوتا (به انگلیسی: Barry, Minnesota) یک شهر در ایالات متحده آمریکا است که در مینه‌سوتا واقع شده‌است.

## خصوصیات
بری ۰٫۶۵ کیلومترمربع مساحت و ۱۶ نفر جمعیت دارد و ۳۳۷ متر بالاتر از سطح دریا واقع شده‌است.